# Tour Rogier
La Tour Rogier (néerlandais: Rogiertoren) est un gratte-ciel de bureaux situé dans Quartier Nord de Bruxelles, anciennement Tour Dexia.

## Localisation
La tour, située à Saint-Josse-ten-Noode, est bordée par la place Rogier, la rue Charles Rogier et la rue du Progrès. Elle fait face à la rue Neuve.

## Historique
À l'origine se dresse à cet endroit le Centre international Rogier (connu également sous le nom de « Centre Martini » ou de « Tour Martini »), construit en 1958 par les architectes Jacques Cuisinier et Serge Lebrun en remplacement de la première gare de Bruxelles-Nord.
Le Centre international Rogier est rasé en 2001 pour être remplacé par une tour construite entre 2003 et 2006 par les architectes Philippe Samyn et Michel Jaspers et baptisée initialement « tour Dexia » ou « Dexia Tower »,,,.
Le 1er mars 2012, à la suite du démantèlement du groupe Dexia, la tour change de nom et est rebaptisée « Tour Rogier » (« Rogier Tower »).

## Description
La Tour Rogier mesure 135,9 m de haut (sans l'antenne) : elle est le quatrième bâtiment belge, en termes de hauteur, après la Tour du Midi, la Tour des Finances, et la Tour UP-site.
C'est l'une des rares tours du quartier dont le toit n'est pas horizontal, mais en pente. Le toit est divisé en trois parties inclinées. Les parties est et ouest sont tournées vers le nord tandis que la partie centrale du toit est tournée vers le sud et le centre-ville. Il s'agit d'une des rares tours au monde à disposer d'un toit entièrement en verre.
Les 12 ascenseurs de la Tour Rogier sont les plus rapides pour un bâtiment de bureaux en Belgique : 6 mètres par seconde. L'accélération est de 1,1 m/s2. Ils furent l'objet d'un développement spécifique de Schindler.
Elle peut accueillir près de 4 500 personnes. L'évacuation complète prend ± 35 minutes.
La nuit, la tour dispose d'un système d'éclairage LED intégrées aux châssis permettant de produire des animations visuelles lors d'événements.

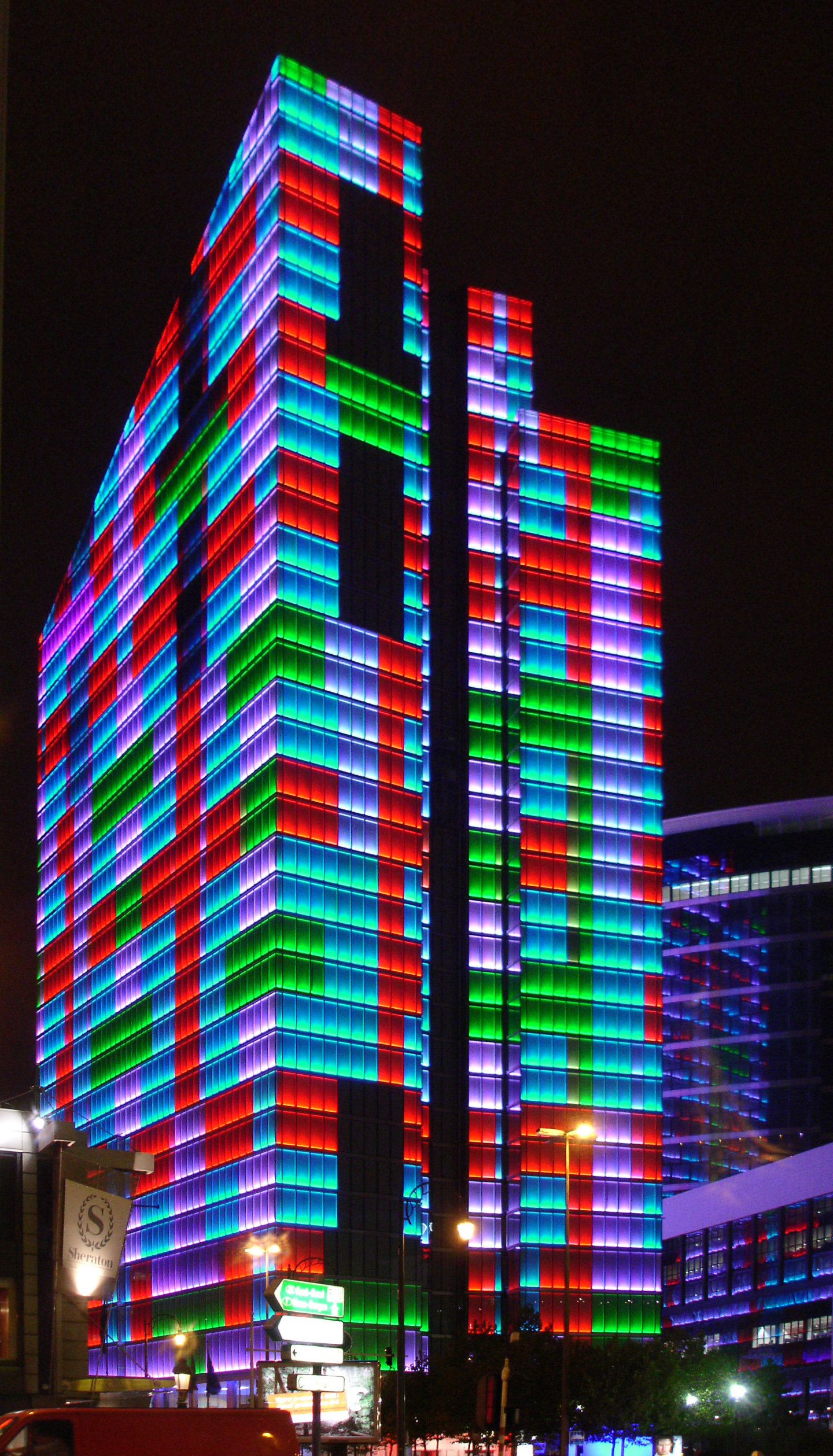
La Tour Rogier pendant une animation visuelle

## Accès
| ___ | Ce site est desservi par la station de métro : Rogier. |

 Ce site est desservi par la station de prémétro Rogier.